# Salaria fluviatilis
Salaria fluviatilis é uma espécie de peixe da família Blenniidae.
A autoridade científica da espécie é Asso, tendo sido descrita no ano de 1801.
Pode ser encontrada nos seguintes países: Albania, Argélia, Bósnia e Herzegovina, Croácia, França, Grécia, Israel, Itália, Jordânia, Libano, Marrocos, Portugal, Sérvia e Montenegro, Espanha, Suíça, Síria e Turquia.
Os seus habitats naturais são: rios e lagos de água doce.
Está ameaçada por perda de habitat.

## Portugal
Encontra-se presente em Portugal, onde é uma espécie nativa.
Os seus nomes comuns são caboz-de-água-doce ou marachomba-de-água-doce.

## Descrição
Trata-se de uma espécie de água doce. Atinge os 13 cm de comprimento padrão, com base de indivíduos de sexo indeterminado.